# Alexander Gassner
Alexander Gassner (* 9. August 1989 in Prundu Bârgăului, Rumänien als Alexander Gasznar) ist ein ehemaliger deutscher Skeletonpilot.

## Werdegang

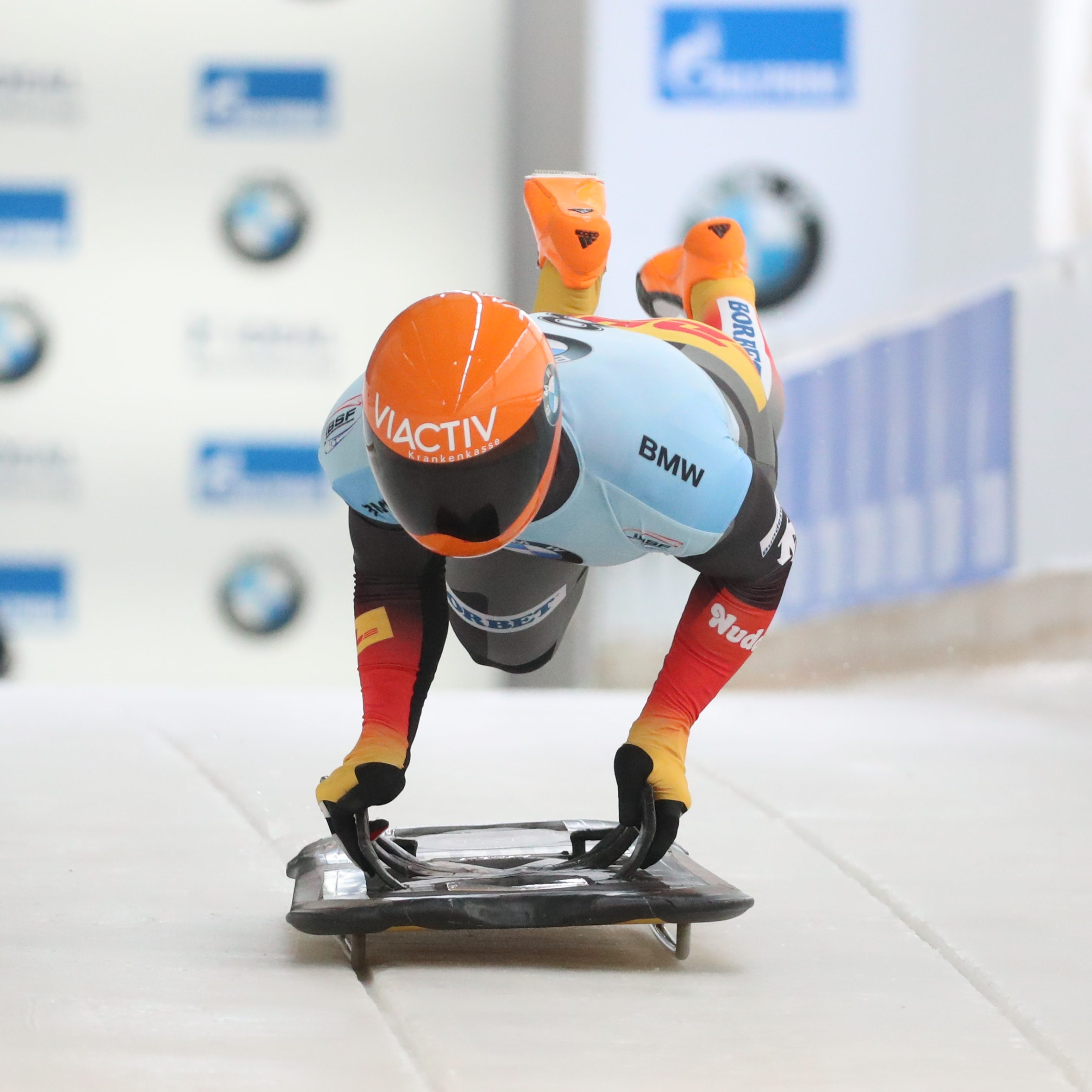
Alexander Gassner bei den Bob- und Skeleton-Weltmeisterschaften 2020 in Altenberg

Alexander Gassners Familie emigrierte nach Deutschland, als er drei Jahre alt war. Bei der Deutschen Meisterschaft 2007 konnte er erstmals als Sechstplatzierter auf sich aufmerksam machen. Der Sportler vom BSC Winterberg konnte sich für das Skeleton-Europacup-Team der Saison 2007/08 qualifizieren. Gleich bei seinem ersten Einsatz in Igls gewann Gassner das Rennen. Insgesamt gewann er vier der sechs Rennen und belegte auch Platz eins in der Gesamtwertung. Bei der Junioren-WM 2008 gewann er die Bronzemedaille hinter Alexander Tretjakow und David Swift.
Zur folgenden Saison qualifizierte sich Gassner für den höherklassigen Skeleton-Intercontinentalcup. In Igls gewann er ein Rennen der Serie und belegte am Ende den dritten Rang in der Gesamtwertung hinter Michi Halilovic und Chris Type. Bei der Junioren-WM gewann er erneut Bronze, dieses Mal hinter Sandro Stielicke und David Lingmann. In der Folgesaison belegte er im Endklassement des Intercontinentalcups erneut den dritten Rang, dieses Mal hinter Chris Type und Matthew Antoine. Im Januar 2010 wurde er in St. Moritz Juniorenweltmeister vor Alexander Kröckel und David Lingmann. Im Intercontinentalcup 2010/11 wurde Gassner insgesamt Zweiter hinter David Lingmann. Bei der Junioren-WM 2011 gewann er beim Sieg von Alexander Kröckel seine dritte Bronzemedaille. Er startete daraufhin im Skeleton-Weltcup 2011/12, bei dem er sieben von acht Saisonrennen unter den besten zehn beendete und in der Gesamtwertung den sechsten Platz belegte. Ende 2011 gewann er seinen ersten Titel bei Deutschen Meisterschaften; bei der WM 2012 wurde er Siebter.
Im Jahr darauf kehrte Gassner in den Intercontinentalcup zurück und gewann die Gesamtwertung 2012/13 vor Axel Jungk und Dave Greszczyszyn. Im Winter 2013/14 ging er bei fünf von acht Weltcup-Rennen an den Start, wobei seine besten Platzierungen zwei achte Plätze waren und er in der Gesamtwertung Platz 18 belegte. Zudem bestritt er vier von acht Intercontinentalcup-Rennen, beendete diese alle unter den besten vier und wurde im Endklassement noch Zwölfter. Zu Beginn der Saison 2014/15 konnte er die vom BSD geforderte Startnorm nicht erfüllen und somit nicht an den Qualifikationsrennen für die internationalen Rennserien teilnehmen. Bei den Deutschen Meisterschaften 2015 gewann er jedoch seinen zweiten nationalen Meistertitel. Im Winter 2015/16 kehrte er in die internationalen Wettkämpfe zurück und erreichte zunächst im Intercontinentalcup einen Sieg und einen zweiten Rang.
Im November 2023 gab Gassner sein Karriereende bekannt.